# فالنيش
فالنيش (بالإنجليزية: Valniš)‏ هي منطقة سكنية تقع في صربيا في بابوشنيتسا. يقدر عدد سكانها بـ 97 نسمة .